# Сайджяй
Сайджяй (лит. Saidžiai, пол. Sojdzie) — деревня в Лентварском старостве, в Тракайском районе Вильнюсского уезда Литвы. Располагается в 6 км на северо–западе от Григишек, возле рек Нярис и Сайде.

## Физико-географическая характеристика
Располагается в 6 км на северо–западе от Григишек, на левом берегу реки Нерис, возле устья реки Сайде (также называемая Молувенай). На юге граничит с деревней Восилюкай, на востоке — с Стирняй. Напротив Сайджяй, на правом берегу реки Нерис, находится деревня Сайджяй, располагающаяся в Вильнюсском районе.

## История
Деревня Сайджяй под названием Сойзе Мал. упоминается на российских картах 1860 и 1872 годов, под названием Sojdzie на Польских картах 1925 и 1933 годов, на картах 1985 года деревня обозначена под названием Сойди.

## Население
| 1905                           | 1931 | 1959 | 1970 | 1979 | 1989 | 2001 | 2011 |
| ------------------------------ | ---- | ---- | ---- | ---- | ---- | ---- | ---- |
| 10                             | 14   | 12   | 10   | 9    | 6    | 5    | 5    |
| Гистограмма динамики населения |      |      |      |      |      |      |      |